# Chyba że z Tobą
Chyba że z Tobą – singel polskiego zespołu Modelki, który został wydany 4 kwietnia 2024. 23 maja 2024 została opublikowana wersja remix.
Nagranie otrzymało w Polsce status podwójnie diamentowej płyty 23 października 2024.
Singel zdobył ponad 76 milionów wyświetleń w serwisie YouTube oraz ponad 62 milionów odsłuchań w serwisie Spotify (stan na 16.07.2025).

## Nagrywanie
Utwór został wyprodukowany oryginalnie przez Vłodarskiego. Za miks oraz mastering utworu odpowiada również Vłodarski. Tekst do utworu został napisany przez Urszulę Kowalską, Agnieszkę Nowakowską, Zuzannę Fijak, Szymona Kwietnia oraz Vłodarskiego.

## Twórcy
- Urszula Kowalska – tekst, wokal
- Agnieszka Nowakowska – tekst, wokal
- Zuzanna Fijak – tekst, wokal
- Szymon Kwiecień – tekst
- Vłodarski – produkcja, kompozycja, miks, mastering

## Lista utworów
- Digital download[1]

1. „Chyba że z Tobą” – 2:11

- Digital download – Jax Jones Remix[5]

1. „Chyba że z Tobą” (Jax Jones Remix) – 2:34
2. „Chyba że z Tobą” (Jax Jones Remix - Extended) – 3:37
3. „Chyba że z Tobą” – 2:11

## Występy telewizyjne z utworem
| Koncert/gala                     | Data             | Transmisja telewizyjna | Źródło               |
| -------------------------------- | ---------------- | ---------------------- | -------------------- |
| Roztańczony PGE Narodowy 2024    | 28 września 2024 | Polsat                 | [ 8 ] [ 9 ] [ 10 ]   |
| Sylwester z Dwójką 2024          | 31 grudnia 2024  | TVP2                   | [ 11 ] [ 12 ]        |
| On Air Music Awards 2025         | 7 marca 2025     | TVP2                   | [ 13 ] [ 14 ] [ 15 ] |
| Lata z Radiem i Telewizją Polską | 12 lipca 2025    | TVP2                   | [ 16 ] [ 17 ] [ 18 ] |

## Certyfikaty i sprzedaż
| Kraj          | Certyfikat          | Sprzedaż | Data                 |
| ------------- | ------------------- | -------- | -------------------- |
| Polska (ZPAV) | 2× diamentowa płyta | 500 000+ | 23 października 2024 |

## „Chyba że z Tobą” w stacjach radiowych
Nagranie było notowane na 29. miejscu w zestawieniu OLiA, najczęściej odtwarzanych utworów w polskich rozgłośniach radiowych.

## Notowania

### Pozycje na listach sprzedaży
| Kraj   | Lista                    | Pozycja |
| ------ | ------------------------ | ------- |
| Polska | OLiS – single w streamie | 1       |
| Polska | Billboard Poland Songs   | 1       |

## Wyróżnienia
| Rok  | Konkurs    | Kategoria                   | Rezultat    |
| ---- | ---------- | --------------------------- | ----------- |
| 2024 | Gorąca 100 | 100 największych hitów 2024 | 50. miejsce |

## Wersja remix
Do utworu „Chyba że z Tobą” powstał remiks z udziałem Jax Jonesa, który został wydany 23 maja 2024.

### Twórcy
Opracowano na podstawie materiałów źródłowych.
- Jax Jones – wokal, remix, produkcja, miks
- Matt Tilston – mastering
- Urszula Kowalska – tekst, wokal
- Agnieszka Nowakowska – tekst, wokal
- Zuzanna Fijak – tekst, wokal
- Szymon Kwiecień – tekst
- Vłodarski – kompozycja